# Ayberk Pekcan
Ayberk Pekcan, né le 22 mai 1970 à Mersin (Turquie) et mort le 24 janvier 2022 dans la même ville, est un acteur turc.

## Biographie

### Mort
Ayberk Pekcan meurt le 24 janvier 2022 d'un cancer du poumon.

## Filmographie

### Cinéma
- 2010 : Cheveu (Saç)
- 2013 : Winter Sleep (Kış Uykusu) de Nuri Bilge Ceylan
- 2015 : Mustang de Deniz Gamze Ergüven

### Télévision
- 2015 : Diriliş: Ertuğrul (série télévisée) : Artuk Bay